# Wix.com
Wix.com è una piattaforma israeliana di sviluppo web HTML5 e mobili attraverso l'uso di strumenti online drag and drop. 
Wix si basa sul modello economico freemium.

## Storia
Wix è stata fondata nel 2006 da Avishai Abrahami, Nadav Abrahami e Giora Kaplan. L'azienda, la cui sede centrale è a Tel Aviv, ha uffici anche a San Francisco, New York, Dnipro, Vilnius e molti altri ed è stata sostenuta da investitori quali Insight Venture Partners, Mangrove Capital Partners, Bessemer Venture Partners e Benchmark Capital.
Ha iniziato una fase beta nel 2007 usando una piattaforma basata su Adobe Flash.
Nell'aprile del 2010 Wix contava 3.5 milioni di utenti e aveva accumulato 10 milioni di dollari in fondi Serie C, messi loro a disposizione da Benchmark Capital e dagli investitori esistenti quali Bessemer Venture Partners e Mangrove Capital Partners. Un anno dopo, nel marzo 2011, Wix aveva 8.5 milioni di utenti e aveva aumentato il capitale a 40 milioni di dollari in fondi Serie D, raggiungendo il totale di 61 milioni di dollari.

### Passaggio a HTML5
Nel marzo 2012 Wix ha lanciato un nuovo costruttore di siti HTML5, sostituendo la tecnologia Adobe Flash; i siti esistenti creati con Flash sono ancora supportati, ma tutti i nuovi clienti sono automaticamente indirizzati alla nuova piattaforma HTML5.
A febbraio 2013, Wix ha dichiarato che il passaggio a HTML5 è stato un grande successo, attirando 25 milioni di utenti e generando un fatturato annuale di 60 milioni di dollari nel 2012.
Nell'agosto 2013 la piattaforma Wix aveva circa trentacinque milioni di utenti registrati. 
Nel 2014, Wix Wix contava circa 50 milioni di utenti. 
Nel 2016 Wix ha lanciato il nuovo editor ADI (Artificial Design Intelligence, letteralmente tradotto: Artificial Design Intelligence). Questo strumento basato sull'intelligenza artificiale consente la progettazione automatizzata di un sito web, sulla base di un semplice questionario. 
Nel 2021 Wix lancia Editor X e raggiunge 200 milioni di utenti. 
Nel 2023 Wix lancia Wix Studio, la piattaforma end-to-end per agenzie e aziende. 
Nel 2024 Wix ha lanciato Wix AI website builder, per la creazione di siti web con intelligenza artificiale.

### IPO sul Nasdaq
Il 5 novembre 2013 Wix ha promosso un'offerta pubblica iniziale sul Nasdaq, aumentando il capitale di 127 milioni di dollari per l'azienda ed altri azionisti.

### La app
Esiste anche una app per i dispositivi mobili android e iOS che permette, oltre alla gestione dei propri siti creati su Wix, anche la possibilità di creare degli spazi per la propria community con funzionalità tipiche dei social-network.